# Eric M. Lang
Eric M. Lang (1972) è un autore di giochi canadese.
Ha iniziato la propria attività testando giochi per la FASA arrivando a pubblicare il suo primo gioco, Mystic, nel 2000. Successivamente ha collaborato con altre case quali Fantasy Flight Games, WizKids e CMON. Dal 2017 è il direttore dello sviluppo giochi presso quest'ultima.
Nel 2016 ha ricevuto il premio Diana Jones per la qualità dei giochi e nel 2018 è stato inserito nella hall of fame del Premio Origins.

## Giochi progettati
- Mystick: Domination (2000)
- Il Trono di Spade (2002)
- Frenzy (2003)
- Il richiamo di Cthulhu (2004)
- Dilbert: The Board Game (2006)
- Fantasía S.A. (2008)
- Midgard (2009)
- Warhammer: Invasion (2009)
- Chaos in the Old World (2009)
- Quarriors! (2011)
- Star Wars: The Card Game (2012)
- Trains and Stations (2013)
- Warhammer 40K: Conquest (2014)
- Kaosball: The Fantasy Sport of Total Domination (2014)
- Dice Masters (2014)
- Arcadia Quest (2014)
- XCOM: The Board Game (2015)
- Blood Rage (2015)
- The Others (2016)
- Duelyst (2016)
- Bloodborne: The Card Game (2016)
- The Godfather: Corleone's Empire (2017)
- Secrets  (2017)
- Ancestree (2017)
- Rising Sun (2018)
- A Song of Ice & Fire: Tabletop Miniatures Game (2018)
- Cthulhu: Death May Die (2018)
- Marvel United (2020)[4]
- Ankh: Gods of Egypt (2021)[5]